# Hemofagocyterande lymfohistiocytos
Hemofagocyterande lymfohistiocytos (HLH), hemofagocyterande syndrom eller hemofagiskt syndrom är en sällsynt störning i immunsystemet. Det finns två varianter av sjukdomen, primära (familjära, medfödda) och sekundära (förvärvade) hemofagiska syndrom. Sekundärt hemofagiskt syndrom är vanligare. Medfödd hemofagocyterande lymfohistiocytos uppträder hos omkring 1 av 50 000 födda barn.
Syndromet karaktäriseras av överdriven och okontrollerad inflammation med aktiva makrofager som fagocyterar de olika blodkropparna. 
Den familjära formen av sjukdomen ärvs autosomalt recessivt, vilket innebär att den som insjuknar har två friska men anlagsbärande föräldrar). Sjukdomen uppträder nästan enbart hos barn. Den är mycket allvarlig och dödlig utan specialistvård. En vanlig behandling är benmärgstransplantation.